# Stereospermum fimbriatum
Quao xẻ tua hay quao tràng xẻ (Stereospermum fimbriatum) là một loài thực vật có hoa trong họ Chùm ớt. Loài này được (Wall. ex G.Don) DC. miêu tả khoa học đầu tiên năm 1838.